# مارتينيز زوغو
آرسين سالومون مباني زوغو ، المعروف باسم مارتينيز زوغو (بالفرنسية: Martinez Zogo)، (ولد و توفي بياوندي، 29 شتنبر 1972 - 17 يناير 2023) هو صحفي استقصائي، وإذاعي كاميروني. اشتهر زوغو بفضحه لقضايا الفساد بالكاميرون، وذكره لأسماء مسؤولين كبار والمبالغ التي اختلسوها. كان برنامجه "الإزدحام المروري" من أشهر البرامج الإذاعية ببلاده، وكان يلقى متابعة واسعة من المستمعين من مختلف المناطق.
اختفى زوغو يوم 17 يناير 2023 بعد خروجه من مقر عمله، قبل أن يُعثر على جتثه متحللة بعد خمسة أيام. اعتبرت المعارضة وعدد من المنظمات الحقوقية العالمية وفاته "اغتيالا شنيعا"، وطالبت بتحقيق لمعرفة أسباب الإختطاف والوفاة، و "تقديم المسؤولين عنها إلى العدالة".